# ونسا دا ماتا
ونسا سیگیانه دا ماتا فریرا (زاده ۱۰ فوریه ۱۹۷۶)، که به‌طور حرفه‌ای با نام ونسا دا ماتا شناخته می‌شود، خواننده، ترانه‌سرا و رمان‌نویس برزیلی برنده جایزه گرمی لاتین است. او چهار آلبوم استودیویی منتشر کرده است.
ونسا سیگیانه دا ماتا فریرا در ۱۰ فوریه ۱۹۷۶ در آلتو گارساس، شهر کوچکی در ماتو گروسو واقع در ۳۹۹ متولد شد.

## آهنگ‌شناسی

### آلبوم‌ها
- ۲۰۰۲: ونسا دا ماتا
- ۲۰۰۴: این عروسک دارای دستی است
- ۲۰۰۷: سیم
- ۲۰۰۹: چند زنده زنده: ونسا دا ماتا (زنده)
- ۲۰۱۰: دوچرخه، کیک و شادی‌های دیگر
- ۲۰۱۳: ونسا دا ماتا کانتا تام جوبیم
- ۲۰۱۴: صدا را دنبال کنید
- ۲۰۱۹: وقتی بوسه‌هایمان را روی گوشه می‌گذاریم

### آلبوم چندآهنگه
- ۲۰۰۷: سیم

### دی وی دی‌ها
- ۲۰۰۹: چند زنده زنده - ونسا دا ماتا

### موسیقی متن

#### تله رمان‌ها
- کاما د گاتو (شبکه رده گلوبو، ۲۰۱۰) – «ام دیا، ام آدئوس»
- به نفع (رد گلوبو، ۲۰۰۸) - "آمادو"
- جیب ماهی (رد گلوبو، ۲۰۰۶) - "آیندا بم"
- Belíssima (Rede Globo، ۲۰۰۵) - "اوه، اوه، اوه"
- ماه به من گفت (Rede Globo، ۲۰۰۵) - "من یک نگونه هستم"
- فرد مشهور (رد گلوبو، ۲۰۰۳) - "آهنگ ما"
- اسپرانسا (Rede Globo، 2002) - "Onde ir"

#### فیلم‌ها
- مقدار زیادی یخ و دو انگشت آب (۲۰۰۶) - «موسیقی»
- کیهانی (۲۰۰۷)

## آهنگ‌های ضبط شده توسط هنرمندان دیگر
- «قدرتی که هرگز خشک نمی‌شود» - ماریا بتانیا (قدرتی که هرگز خشک نمی‌شود، ۱۹۹۹)
- «سفر» – دانیلا مرکوری (سول دا لیبرداد، ۲۰۰۰)
- «من در خیابان می‌نشینم» - آنا کارولینا (آنا ریتا جوآنا ایراسما و کارولینا، ۲۰۰۱)
- «آواز دونا سینا» - ماریا بتانیا (ماریکوتینا، ۲۰۰۱ و Maricotinha Ao Vivo، ۲۰۰۲)